# Whenever You Need Somebody
Albums de Rick Astley
Hold Me in Your Arms
(1988)
Singles
1. Never Gonna Give You Up
Sortie : 3 août 1987
2. Whenever You Need Somebody
Sortie : 26 octobre 1987
3. When I Fall In Love/My Arms Keep Missing You
Sortie : 7 décembre 1987
4. Together Forever
Sortie : 22 février 1988
5. It Would Take a Strong Strong Man
Sortie : 7 novembre 1988
6. Don't Say Goodbye
Sortie : 31 décembre 1988

Whenever You Need Somebody est le premier album dance-pop du chanteur britannique Rick Astley, paru le 16 novembre 1987 à tout juste 21 ans. L'album rencontrera un immense succès partout dans le monde et se vendra à plus de 15 millions d'exemplaires.

## Listes des chansons
Toutes les chansons sont écrites et composées par Stock Aitken Waterman sauf indication.
| No  | Titre                             | Auteur                      | Durée |
| --- | --------------------------------- | --------------------------- | ----- |
| 1.  | Never Gonna Give You Up           |                             | 3:35  |
| 2.  | Whenever You Need Somebody        |                             | 3:52  |
| 3.  | Together Forever                  |                             | 3:24  |
| 4.  | It Would Take a Strong Strong Man |                             | 3:39  |
| 5.  | The Love Has Gone                 | Rick Astley                 | 4:20  |
| 6.  | Don't Say Goodbye                 |                             | 4:02  |
| 7.  | Slipping Away                     | Rick Astley                 | 3:52  |
| 8.  | No More Looking for Love          | Rick Astley                 | 3:40  |
| 9.  | You Move Me                       | Rick Astley                 | 3:40  |
| 10. | When I Fall in Love               | Edward Heyman, Victor Young | 2:59  |

## Certifications
| Pays        | Certification | Ventes    |
| ----------- | ------------- | --------- |
| Belgique    | Platine       | 50,000    |
| Canada      | 2 × Platine   | 400,000   |
| France      | 2 × Or        | 200,000   |
| Allemagne   | Platine       | 500,000   |
| Royaume-Uni | 4 × Platine   | 1,200,000 |
| États-Unis  | 2 × Platine   | 2,000,000 |

## Classements
| Chart (1988)                              | Peak position |
| ----------------------------------------- | ------------- |
| Australian Kent Music Report Albums Chart | 1             |
| UK Albums Chart                           | 1             |